# 32e cérémonie des Saturn Awards
La 32e cérémonie des Saturn Awards, récompensant les films sortis en 2005 et les professionnels s'étant distingués cette année-là, s'est tenue le 2 mai 2006.

## Palmarès
Les lauréats sont indiqués ci-dessous en premier de chaque catégorie.

### Cinéma

#### Meilleur film de science-fiction
- Star Wars, épisode III : La Revanche des Sith
  - Les 4 Fantastiques (Fantastic Four)
  - La Guerre des mondes (War of the Worlds)
  - The Island
  - The Jacket
  - Serenity : L'Ultime Rébellion (Serenity)

#### Meilleur film fantastique
- Batman Begins
  - Charlie et la Chocolaterie (Charlie and the Chocolate Factory)
  - Harry Potter et la Coupe de feu (Harry Potter and the Goblet of Fire)
  - King Kong
  - Le Monde de Narnia : Le Lion, la Sorcière blanche et l'Armoire magique (The Chronicles of Narnia: The Lion, the Witch and the Wardrobe)
  - Zathura : Une aventure spatiale (Zathura: A Space Adventure)

#### Meilleur film d'horreur
- L'Exorcisme d'Emily Rose
  - Constantine
  - Le Territoire des morts (Land of the Dead)
  - Saw 2 (Saw II)
  - La Porte des secrets (The Skeleton Key)
  - Wolf Creek

#### Meilleur film d'action, d'aventure ou thriller
- Sin City
  - Flight Plan (Flightplan)
  - A History of Violence
  - Kiss Kiss Bang Bang (Shane Black's Kiss Kiss, Bang Bang)
  - Mr. et Mrs. Smith (Mr. & Mrs. Smith)
  - Old Boy (Oldboy, 올드보이)
  - Red Eye : Sous haute pression (Red Eye)

#### Meilleur film d'animation
- Les Noces funèbres (The Corpse Bride)
  - Chicken Little
  - Le Château ambulant (ハウルの動く城, Hauru no Ugoku Shiro)
  - La Véritable Histoire du Petit Chaperon rouge (Hoodwinked!)
  - Madagascar
  - Wallace et Gromit : Le Mystère du lapin-garou (The Curse of the Were-Rabbit)

#### Meilleure réalisation
- Peter Jackson pour King Kong
  - Andrew Adamson pour Le Monde de Narnia : Le Lion, la Sorcière blanche et l'Armoire magique (The Chronicles of Narnia: The Lion, the Witch and the Wardrobe)
  - George Lucas pour Star Wars, épisode III : La Revanche des Sith
  - Mike Newell pour Harry Potter et la Coupe de feu
  - Christopher Nolan pour Batman Begins
  - Steven Spielberg pour La Guerre des mondes (War of the Worlds)

#### Meilleur acteur
- Christian Bale pour Batman Begins
  - Pierce Brosnan pour The Matador
  - Hayden Christensen pour Star Wars, épisode III : La Revanche des Sith
  - Tom Cruise pour le rôle de Ray Ferrier dans La Guerre des mondes (War of the Worlds)
  - Robert Downey Jr. pour Kiss Kiss Bang Bang
  - Viggo Mortensen pour A History of Violence

#### Meilleure actrice
- Naomi Watts pour King Kong
  - Jodie Foster pour le rôle de Kyle Pratt dans Flight Plan (Flightplan)
  - Laura Linney pour L'Exorcisme d'Emily Rose
  - Rachel McAdams pour le rôle de Lisa Reisert dans Red Eye : Sous haute pression (Red Eye)
  - Natalie Portman pour Star Wars, épisode III : La Revanche des Sith
  - Tilda Swinton pour Le Monde de Narnia : Le Lion, la Sorcière blanche et l'Armoire magique

#### Meilleur acteur dans un second rôle
- Mickey Rourke pour Sin City
  - William Hurt pour A History of Violence
  - Val Kilmer pour Kiss Kiss Bang Bang
  - Ian McDiarmid pour Star Wars, épisode III : La Revanche des Sith
  - Cillian Murphy pour le rôle de Jackson Revanter dans Red Eye : Sous haute pression (Red Eye)
  - Liam Neeson pour Batman Begins

#### Meilleure actrice dans un second rôle
- Summer Glau pour Serenity : L'Ultime Rébellion
  - Katie Holmes pour Batman Begins
  - Jennifer Carpenter pour L'Exorcisme d'Emily Rose
  - Michelle Monaghan pour Kiss Kiss Bang Bang
  - Jessica Alba pour Sin City
  - Gena Rowlands pour La Porte des secrets

#### Meilleur(e) jeune acteur ou actrice
- Dakota Fanning pour le rôle de Rachel Ferrier dans La Guerre des mondes (War of the Worlds)
  - Freddie Highmore pour Charlie et la Chocolaterie
  - William Moseley pour Le Monde de Narnia : Le Lion, la Sorcière blanche et l'Armoire magique
  - Daniel Radcliffe pour Harry Potter et la Coupe de feu
  - Alex Etel pour Millions
  - Josh Hutcherson pour Zathura : Une aventure spatiale

#### Meilleur scénario
- Batman Begins – Christopher Nolan et David S. Goyer
  - La Guerre des mondes (War of the Worlds) – David Koepp
  - Harry Potter et la Coupe de feu – Steve Kloves
  - King Kong – Peter Jackson, Fran Walsh et Philippa Boyens
  - Le Monde de Narnia : Le Lion, la Sorcière blanche et l'Armoire magique – Ann Peacock, Andrew Adamson, Christopher Markus et Stephen McFeely
  - Star Wars, épisode III : La Revanche des Sith – George Lucas

#### Meilleure musique
- Star Wars, épisode III : La Revanche des Sith – John Williams
  - Batman Begins – James Newton Howard et Hans Zimmer
  - Charlie et la Chocolaterie – Danny Elfman
  - La Guerre des mondes (War of the Worlds) – John Williams
  - Harry Potter et la Coupe de feu – Patrick Doyle
  - Kiss Kiss Bang Bang – John Ottman

#### Meilleurs costumes
- Le Monde de Narnia : Le Lion, la Sorcière blanche et l'Armoire magique (The Chronicles of Narnia: The Lion, the Witch and the Wardrobe) – Isis Mussenden
  - Batman Begins – Lindy Hemming
  - Charlie et la Chocolaterie – Gabriella Pescucci
  - Harry Potter et la Coupe de feu – Jany Temime
  - King Kong – Terry Ryan
  - Star Wars, épisode III : La Revanche des Sith – Trisha Biggar

#### Meilleur maquillage
- Le Monde de Narnia : Le Lion, la Sorcière blanche et l'Armoire magique (The Chronicles of Narnia: The Lion, the Witch and the Wardrobe) – Howard Berger, Nikki Gooley et Greg Nicotero
  - Harry Potter et la Coupe de feu – Nick Dudman et Amanda Knight
  - King Kong – Richard Taylor, Gino Acevedo, Dominie Till et Peter King
  - Sin City – Howard Berger et Gregory Nicotero
  - Star Wars, épisode III : La Revanche des Sith – Dave Elsey, Lou Elsey et Nikki Gooley
  - Le Territoire des morts – Howard Berger et Gregory Nicotero

#### Meilleurs effets spéciaux
- King Kong – Joe Letteri, Richard Taylor, Christian Rivers et Brian Van't Hul
  - Batman Begins – Janek Sirrs, Dan Glass, Chris Corbould et Paul J. Franklin
  - La Guerre des mondes (War of the Worlds) – Dennis Muren, Pablo Helman, Randy Dutra et Daniel Sudick
  - Harry Potter et la Coupe de feu – Jim Mitchell, Tim Alexander, Timothy Webber et John Richardson
  - Le Monde de Narnia : Le Lion, la Sorcière blanche et l'Armoire magique – Dean Wright, Bill Westenhofer, Jim Berney et Scott Farrar
  - Star Wars, épisode III : La Revanche des Sith – John Knoll, Roger Guyett, Rob Coleman et Brian Gernand

### Télévision
Note : le symbole «  ♕ » rappelle le gagnant de l'année précédente (si nomination).

#### Meilleure série diffusée sur les réseaux nationaux
- Lost : Les Disparus (Lost) ♕
  - Invasion
  - Prison Break
  - Smallville
  - Supernatural
  - Surface
  - Veronica Mars

#### Meilleure série diffusée sur le câble ou en syndication
- Battlestar Galactica
  - Les 4400 (The 4400)
  - The Closer : L.A. enquêtes prioritaires (The Closer)
  - Nip/Tuck
  - Stargate SG-1 ♕
  - Stargate Atlantis (Stargate: Atlantis)

#### Meilleur téléfilm
- Les Maîtres de l'horreur et Triangle
  - Cyclone Catégorie 7 : Tempête mondiale (Category 7 : The End Of the World)
  - Into the West
  - L'île mystérieuse (Mysterious Island)
  - Revelations

#### Meilleur acteur
- Matthew Fox pour Lost : Les Disparus
  - William Fichtner pour Invasion
  - Julian McMahon pour Nip/Tuck
  - Wentworth Miller pour Prison Break
  - Tom Welling pour Smallville
  - Ben Browder ♕ pour Stargate SG-1

#### Meilleure actrice
- Kristen Bell pour Veronica Mars
  - Jennifer Garner pour Alias
  - Jennifer Love Hewitt pour Ghost Whisperer
  - Evangeline Lilly pour Lost : Les Disparus
  - Patricia Arquette pour Médium
  - Kristin Kreuk pour Smallville

#### Meilleur acteur dans un second rôle
- James Callis pour Battlestar Galactica
  - Jamie Bamber pour Battlestar Galactica
  - Adewale Akinnuoye-Agbaje pour Lost : Les Disparus
  - Terry O'Quinn pour Lost : Les Disparus ♕
  - Michael Rosenbaum pour Smallville
  - Sam Neill pour Triangle

#### Meilleure actrice dans un second rôle
- Katee Sackhoff pour Battlestar Galactica
  - Michelle Rodríguez pour Lost : Les Disparus
  - Erica Durance pour Smallville
  - Allison Mack pour Smallville
  - Claudia Black pour Stargate SG-1
  - Catherine Bell pour Triangle

### DVD

#### Meilleure édition DVD
- Ray Harryhausen: The Early Years Collection
  - Bionicle 3: Web of Shadows
  - Boo
  - Cube Zero
  - Dead & Breakfast
  - Ringers: Lord of the Fans

#### Meilleure édition spéciale DVD
- Sin City (Recut, Extended, Unrated)
  - Les Désastreuses Aventures des orphelins Baudelaire (Lemony Snicket's A Series of Unfortunate Events)
  - Donnie Darko
  - Eternal Sunshine of the Spotless Mind
  - Les Indestructibles (The Incredibles)
  - Saw

#### Meilleure édition spéciale DVD d'un classique
- Le Magicien d'Oz (The Wizard of Oz)
  - Ben-Hur
  - La Mouche (The Fly)
  - Gladiator
  - King Kong
  - Titanic

#### Meilleure collection DVD
- The Bela Lugosi Collection comprenant Double Assassinat dans la rue Morgue (Murders in the Rue Morgue), Le Chat noir (The Black Cat), Le Corbeau (The Raven), Le Rayon invisible (The Invisible Ray) et Vendredi 13 (Black Friday)
  - Mystery Science Theater 3000 Collection Vol. 7 & 8 comprenant The Killer Shrews, Maciste contre les hommes de pierre (Maciste e la regina di Samar), Planet Prince (遊星王子, Yūsei Ōji), Monster A Go-Go, The Dead Talk Back, La Planète fantôme (The Phantom Planet) et Hobgoblins et divers courts métrages
  - Harold Lloyd Collection comprenant Monte là-dessus ! (Safety Last!), Pour le cœur de Jenny (An Eastern Westerner), On n'entre pas (Ask Father), Ça t'la coupe (Girl Shy), De la coupe aux lèvres (From Hand to Mouth), Patte de chat (The Cat's-Paw), Soupe au lait (The Milky Way), Faut pas s'en faire (Why Worry?), Le Petit Frère (The Kid Brother), Amour et Poésie (Bumping Into Broadway), Vive le sport ! (The Freshman), Coco de Chicago (Billy Blazes, Esq.), Doctor Jack, À la hauteur (Feet First), Le Petit à Grand-maman (Grandma's Boy), Pour l'amour de Mary (Now or never), Ma fille est somnambule (High and Dizzy), En vitesse (Speedy), Voyage au paradis (Never Weaken), Le Manoir hanté (Haunted Spooks), Une riche famille (Hot Water), Silence, on tourne ! (Movie Crazy), Oh! La belle voiture ! (Get Out and Get Under), Pour l'amour du Ciel (For Heaven's Sake), Quel numéro demandez-vous ? (Number, Please?), Marin malgré lui (A Sailor-made Man), La Chasse au renard (Among those present) et Ayez donc des gosses (I Do)
  - Hammer Horror Series comprenant Les Maîtresses de Dracula (The Brides of Dracula), La Nuit du loup-garou (The Curse of the Werewolf), Le Fantôme de l'Opéra (The Phantom of the Opera), Paranoiac, Le Baiser du vampire (The Kiss of the Vampire), Meurtre par procuration (Nightmare), Le Fascinant Capitaine Clegg (Captain Clegg), L'Empreinte de Frankenstein (The Evil of Frankenstein)
  - Batman Collection comprenant Batman, Batman : Le Défi (Batman Returns), Batman Forever et Batman et Robin (Batman and Robin)
  - The Val Lewton Collection comprenant La Féline (Cat People), La Malédiction des hommes-chats (The Curse of the cat people), Vaudou (I Walked with a Zombie), Le Récupérateur de cadavres (The Body Snatcher), L'Île des morts (Isle of the Dead), Bedlam, L'Homme-léopard (The Leopard Man), Le Vaisseau fantôme (The Ghost Ship), La Septième Victime (The Seventh Victim) et le documentaire Shadows in the Dark: The Val Lewton Legacy

#### Meilleure édition DVD d'un programme télévisé
- Lost : Les Disparus (Lost) - Saison 1
  - Battlestar Galactica
  - Star Trek: Enterprise
  - Dr House (House)
  - Smallville
  - Frankenstein

#### Meilleure édition DVD d'un ancien programme télévisé
- Ralph Super-héros (The Greatest American Hero)
  - Troisième planète après le Soleil (3rd Rock from the Sun)
  - Les Aventures de Superman (Adventures of Superman)
  - Alfred Hitchcock présente (Alfred Hitchcock Presents)
  - Dossiers brûlants (Kolchak: The Night Stalker)
  - Clair de lune (Moonlighting)

### Prix spéciaux

#### Rising Star Award
- Brandon Routh

#### The Filmmakers Showcase Award
- Shane Black